# 索馬利蘭銀行
索馬利蘭銀行 是索馬利蘭的中央銀行。成立於1994年，是該國的金融管理局和商業銀行。中央銀行是索馬利蘭憲法規定的。總部位於哈爾格薩，設有7個分支機構，在柏培拉、博拉馬、加比雷和哈爾格薩機場設有四個外匯辦事處。本銀行在全國設有12家分行。